# Villawood Immigration Detention Centre

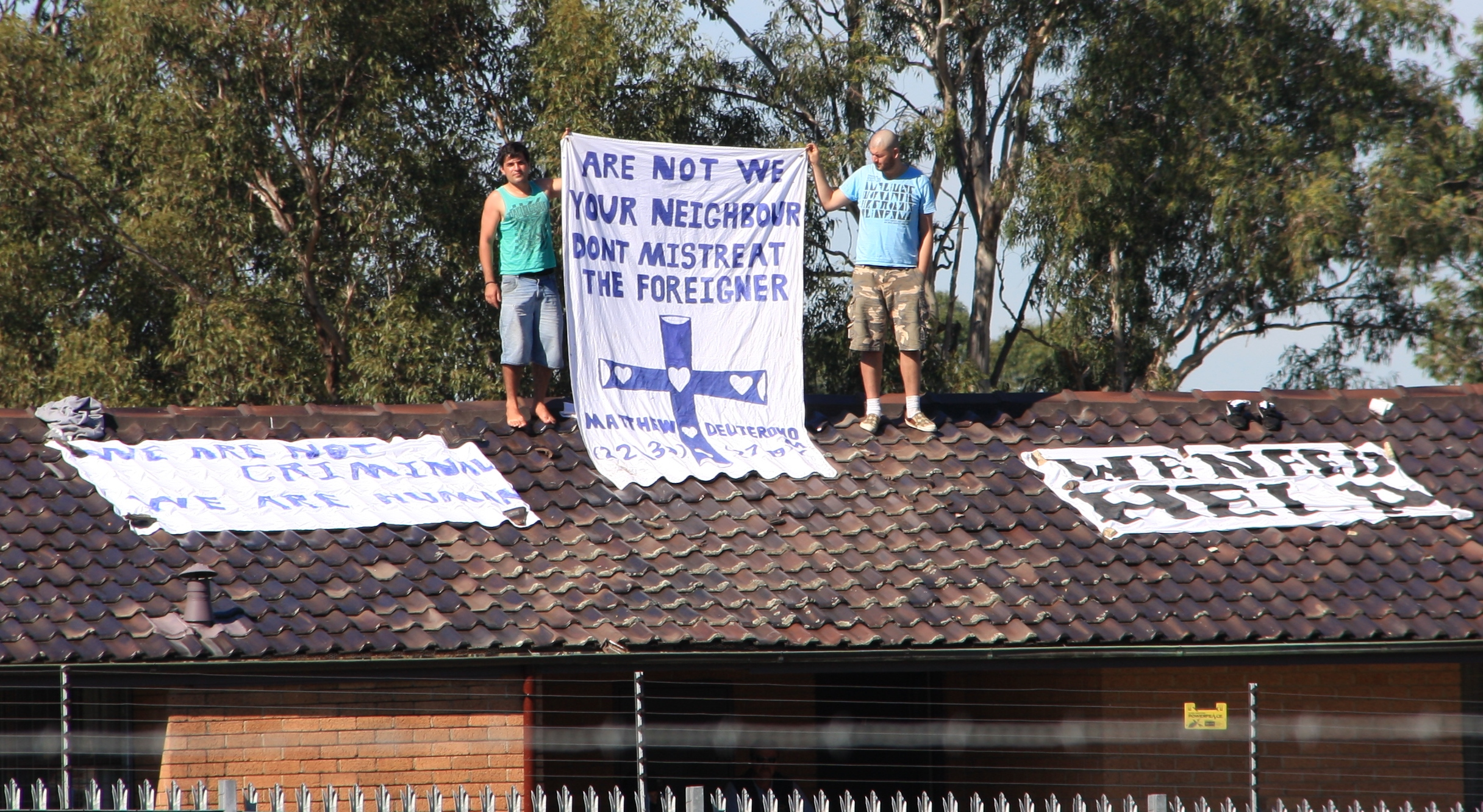
Protestierende Asylsuchende im Villawood Immigration Detention Centre (22. April 2011)

Das Villawood Immigration Detention Centre ist ein Flüchtlingslager in der Vorstadt Villawood von Sydney in Australien, das etwa 25 Kilometer westlich von der Innenstadt entfernt liegt. Es handelt sich um eines der größten Flüchtlingslager Australiens.
In diesem Flüchtlingslager gab es häufig Unruhen, Proteste, Suizide und Selbstverletzungen.
Am 31. Dezember 2016 befanden sich 426 Personen in dem Lager, darunter 40 Frauen.

## Lagergelände

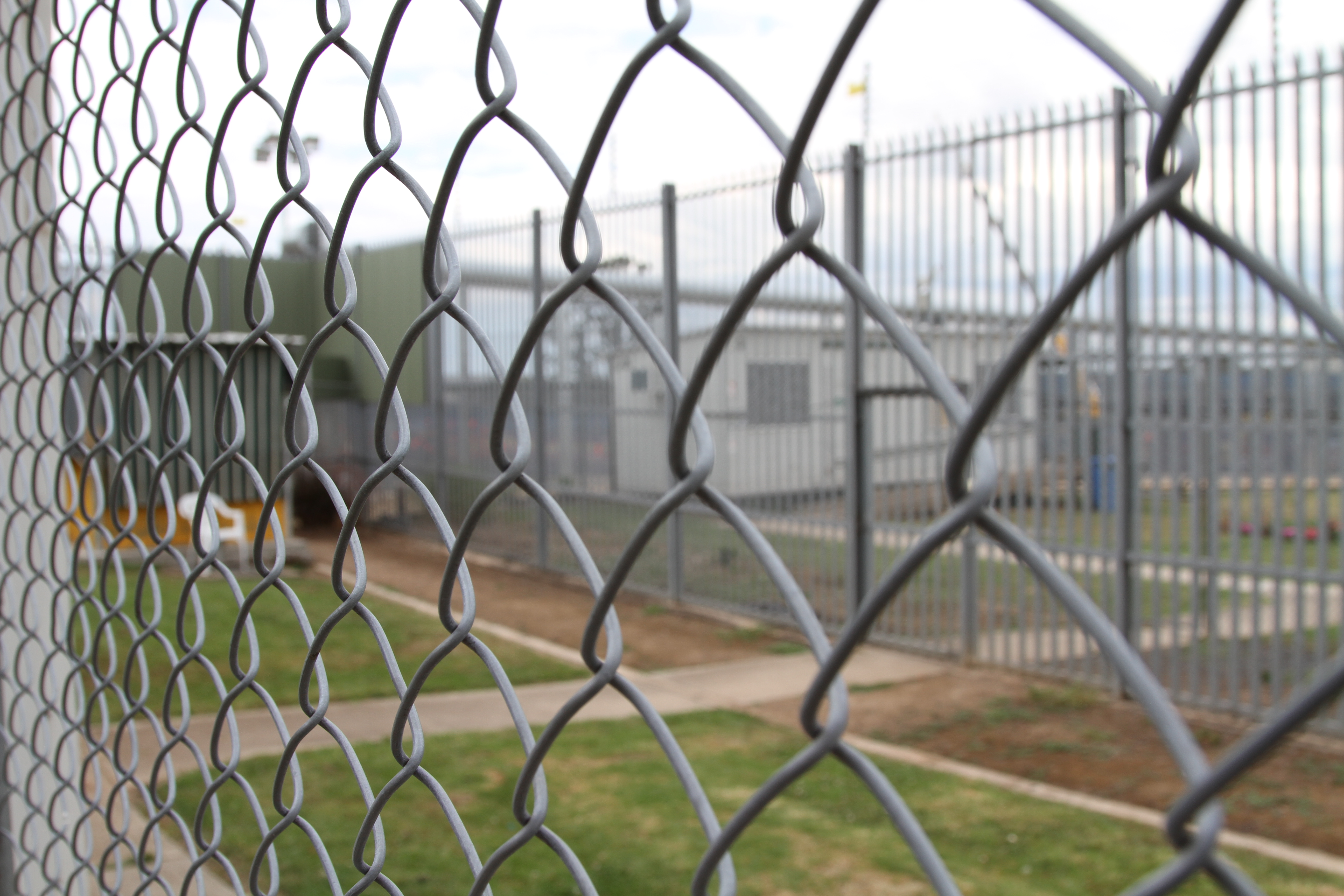
Blick ins Lagerinnere, das durch hohe Zäune in Sektoren gegliedert ist

Das Lagergelände ist in zwei Komplexe aufgeteilt, in das Villawood Immigration Detention Centre und Sydney Immigration Residential Housing. Verwaltet wird es im Auftrag der australischen Regierung von Serco, einem börsennotierten, britischen Dienstleistungsunternehmen.

### Villawood Immigration Detention Centre
Das Villawood Immigration Detention Centre ist auf drei Seiten von Wohnhäusern umgeben, auf der nördlich gelegenen Seite befindet sich ein bebautes Industrieareal. Es wird vor allem mit erwachsenen Männern belegt und ist in unterschiedliche Sicherheitsstufen eingeteilt, die umzäunt sind: Blaxland hat die höchste Sicherheitsstufe. Im Sektor Hughes befinden sich die Asylsuchenden, die lediglich gegen Einwanderungsregeln verstoßen haben, wie auch diejenigen, die in Flugzeugen nach Australien ankommen. Danach folgt die Sicherheitsstufe 3 mit dem Sektor Fowler, der ausschließlich für Boatpeople vorgesehen ist. Banksia wird ein gesonderter Bereich nur für Frauen genannt, der sich räumlich an den Bereich Hughes anschließt.

### Sydney Immigration Residental Housing

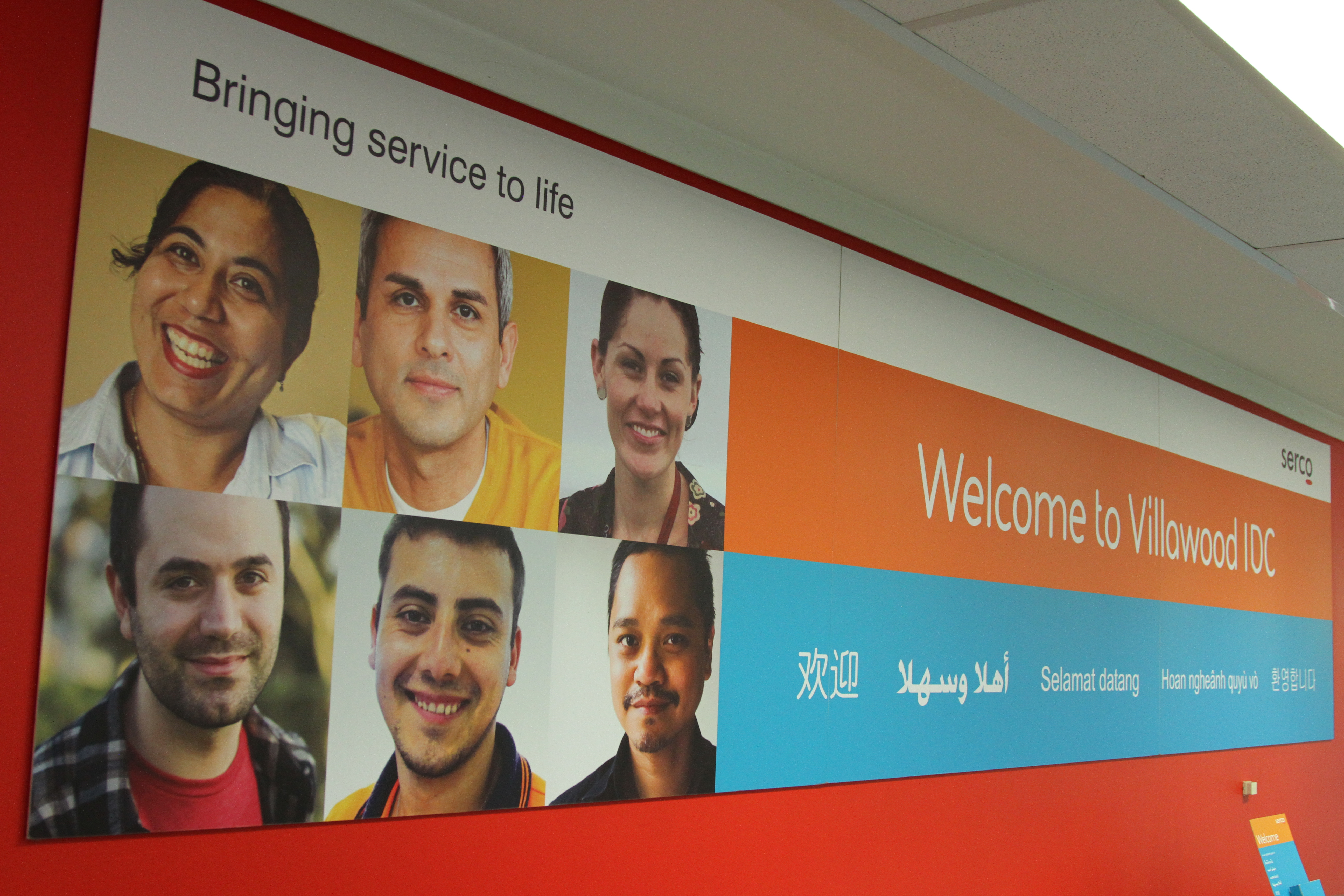
Im Sektor des Sydney Immigration Residental Housing wird versucht, den Eindruck der Gebäude durch Murals aufzulockern

Das Sydney Immigration Residential Housing ist ein Bereich mit der geringsten Sicherheitsstufe, in dem sich vor allem Familien mit Kindern, unbegleitete minderjährige Flüchtlinge und schutzbedürftige Personen aufhalten müssen. Die Kapazitätsgrenze dieses Bereichs liegt bei 24 Personen. Das Residential House ist komfortabler als das Internierungslager ausgestattet. Es gibt dort einen Garten, einige Bäume und einen kleinen Gemüsegarten. In einem Raum können vier Personalcomputer genutzt werden und in einem weiteren Raum befinden sich Gartengeräte, die von den Insassen genutzt werden können. Auch Räumlichkeiten mit einer Tischtennisplatte, mit Sitzmöbel und Kinderspielsachen sind vorhanden.

## Historie

### Villawood Munitions Factory
Ursprünglich befand sich auf dem heutigen Gelände des Flüchtlingslagers eine Munitionsfabrik, die Villawood Munitions Factory, die von 1941 bis zum Ende des Zweiten Weltkriegs betrieben wurde. Die Munitionsfabrik erstreckte sich über ein Gelände von 121,4 Hektar mit 232 Gebäuden und zwei Munitionsbunkern. Nach dem Krieg wurde das Gelände aufgeteilt. Den nördlich gelegenen Teil beanspruchte Ben Chifley von der Australian Labor Party für Asylsuchende, der damals das Amt des Premierministers von Australien bekleidete.

### Villawood Migrant Hostel
Eröffnet wurde das heutige Villawood Immigration Detention Centre am 29. Dezember 1949 als Villawood Migrant Hostel. Belegt wurde es in der ersten Zeit von Displaced Persons, die nach dem Ende des Zweiten Weltkriegs nach Australien kamen. Sie suchten Arbeit um und in Sydney. Unterhalten wurde das Flüchtlingslager von der Commonwealth Hostels Ltd, einem gemeinnützigen Unternehmen, und von Mietzahlungen der Hostelbewohner.
Um 1964 befanden sich in dem Flüchtlingszentrum 1425 Personen, vor allem aus Großbritannien und Europa. Um 1968 war es eines der größten Hostels für Schutzsuchende in Australien, in dem unterschiedliche Nationen untergebracht waren. Die meisten von ihnen kamen aus Großbritannien, West- and Osteuropa, Afrika, Libanon, Indochina und Osttimor.

### Westbridge Migrant Hostel
1968 wurde das Flüchtlingslager geteilt und das Westbridge Migrant Hostel entstand neu. Es wurde bis 1984 betrieben.

### Villawood Immigration Detention Centre
Im Jahr 1976 wurde ein Gebäudeteil mit einer Kapazität von 48 Personen separiert, in dem Personen festgesetzt, die abgeschoben werden sollten. Diese Sektion erhielt den Namen Villawood Immigration Detention Centre.
Als im Jahr 1983 ein Bericht der Australian Human Rights Commission die Lagerbedingungen und die Verwaltung kritisierte und für rechtlich bedenklich erklärte, wurde das Hostel geschlossen und das Lager zum Villawood Immigration Detention Center umgewidmet.
Heute ist das Flüchtlingslager ein Komplex mit zahlreichen Gebäuden, der in mehreren Sektoren aufgeteilt ist, die umzäunt sind.

## Verhältnisse im Lager

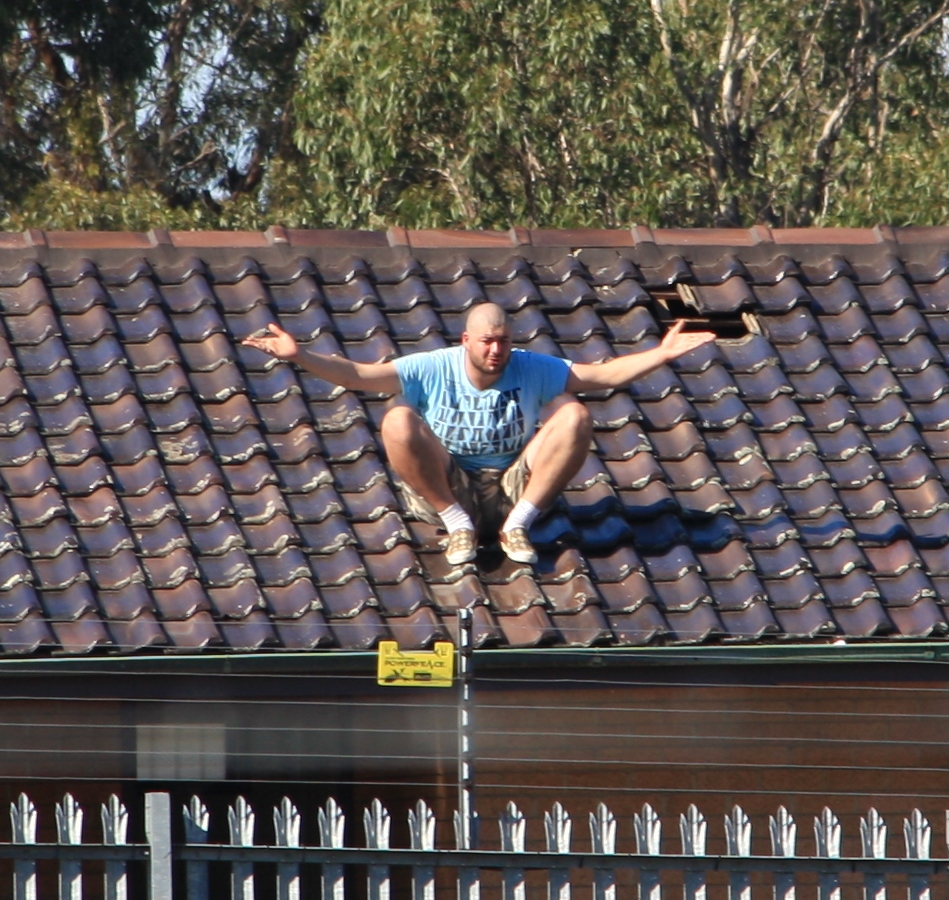
Protest gegen die Lagerunterbringung (2011)

Als im Jahr 2001 40 Asylsuchende flüchteten, erhielt das Villawood Immigration Detention Centre eine breite Aufmerksamkeit in der Öffentlichkeit.
Bei einer Inspektion des Flüchtlingslagers der Australian Human Rights Commission im Februar 2011 waren bei einer Gesamtkapazität von 450 Personen 386 Asylsuchende im Lager. Die Hälfte davon waren Asylsuchende und die andere Hälfte waren Personen, die gegen die Einwanderungsregeln verstoßen hatten. Sie kamen aus 40 unterschiedlichen Ländern, die größten Gruppen aus China, Sri Lanka, Irak, Afghanistan, Fuji und Vietnam. 36 Personen erklärten sich für staatenlos. Die Menschenrechtskommission stellte fest, dass es in den vergangenen Jahren zu fünf Selbstmorden und zu einem Todesfall eines Asylsuchenden gekommen war. Es ereigneten sich zahlreiche Aufstände und Ausbrüche, ernsthafte Selbstverletzungen, darunter das Zusammennähen von Lippen sowie Hungerstreiks. Diese Vorfälle resultierten auf einer Reihe von Faktoren, insbesondere aus der langen Verweildauer der Lagerinsassen. Ferner merkt die Menschenrechtskommission an, dass das Lager und die Gebäude einen Gefängnischarakter tragen.
Im April 2011 setzten Asylsuchende Gebäude des Lagers in Brand.
Im Juli 2016 flüchteten zwei Asylsuchende aus dem Lager.